# BD Pop Rock Português - UHF

Ver: Todas as Coletâneas

BD Pop Rock Português – UHF é a coletânea, e do livro de banda desenhada, da banda portuguesa de rock UHF. Editado em 20 de maio de 2011 pela AM.RA Discos, com distribuição da Tugaland.
Trata-se da história das melhores bandas do pop e do rock português, publicada em quinze volumes, desenhadas pelos mais prestigiados ilustradores portugueses e acompanhada por uma coletânea com os temas mais marcantes. Distribuído pelos Jornal de Notícias e Diário de Notícias, sob licença da editora Tugaland, a coleção retomou um projeto dessa editora, iniciado no final de 2008 e anunciado então para venda direta.
A edição dedicada aos UHF tem o livro com ilustração e argumento de Pedro Brito, acompanhado por um disco compacto. O álbum reúne músicas gravadas desde 1998, pela AM.RA Discos, em que são visitados os álbuns Rock É! Dançando Na Noite (1998), Harley Jack (2003), Há Rock no Cais (2005), e Porquê?.[carece de fontes?] Recupera temas das coletâneas Eternamente (1999), Canções Prometidas - Raridades Vol.1, e Canções Prometidas - Raridades Vol.2.[carece de fontes?]

## Lista de faixas
A coletânea, em disco compacto, é composta por 14 faixas em versão padrão. António Manuel Ribeiro partilha a composição de quatro temas com António Côrte-Real, e de apenas um com Miguel Fernandes. As restantes faixas são da autoria de António Manuel Ribeiro.
| CD             |                                   |                                         |                                      |         |  |
| N.º            | Título                            | Compositor(es)                          | Álbum                                | Duração |  |
| 1.             | "Matas-me Com o Teu Olhar"        | António M. Ribeiro / Miguel Fernandes   | Há Rock no Cais                      | 3:04    |  |
| 2.             | "Quando (dentro de ti)"           | António M. Ribeiro                      | Rock É! Dançando Na Noite            | 3:02    |  |
| 3.             | "Jorge Morreu"                    | António M. Ribeiro                      | Eternamente                          | 3:24    |  |
| 4.             | "Dança Comigo (até o Sol nascer)" | António M. Ribeiro                      | Eternamente                          | 3:46    |  |
| 5.             | "Uma Palavra Tua"                 | António M. Ribeiro                      | Eternamente                          | 3:06    |  |
| 6.             | "Menino (canção da Beira Baixa)"  | Popular                                 | Canções Prometidas - Raridades Vol.1 | 3:30    |  |
| 7.             | "Dançando na Noite"               | António M. Ribeiro                      | Rock É! Dançando Na Noite            | 5:07    |  |
| 8.             | "Só Eu Sei Porquê"                | António M. Ribeiro / António Côrte-Real | Rock É! Dançando Na Noite            | 3:38    |  |
| 9.             | "Se Fosses Minha"                 | António M. Ribeiro / António Côrte-Real | Rock É! Dançando Na Noite            | 3:48    |  |
| 10.            | "Faz de Conta é um País"          | António M. Ribeiro                      | Harley Jack                          | 5:43    |  |
| 11.            | "O Vento Mudou"                   | João M. Pereira / Nuno N. Fernandes     | Porquê?                              | 2:26    |  |
| 12.            | "Alguém (que há-de chegar)"       | António M. Ribeiro / António Côrte-Real | Eternamente                          | 3:24    |  |
| 13.            | "Por Essa Mulher"                 | António M. Ribeiro / António Côrte-Real | Canções Prometidas - Raridades Vol.1 | 3:03    |  |
| 14.            | "Cromados & Limalha"              | António M. Ribeiro                      | Canções Prometidas - Raridades Vol.2 | 3:54    |  |
| Duração total: | Duração total:                    | Duração total:                          | Duração total:                       | 48:55   |  |

## Membros da banda
- António Manuel Ribeiro (vocal e guitarra)[6][8][9]
- António Côrte-Real (guitarra)[6][8][9]
- Fernando Rodrigues (baixo)[8][9] (Faixas 1, 3. 6, 10, 11 e 14)
- Ivan Cristiano (bateria)[8][9] (Faixas 1, 3, 6, 10, 11, 13 e 14)
- David Rossi (baixo)[6][9] (Faixas 2, 4, 5, 7, 8, 9, 12 e 13)
- Marco Costa Cesário (bateria)[6][9] (Faixas 2, 4, 5, 7, 8, 9 e 12)
- Jorge Manuel Costa (teclas)[6][9] (Faixas 2, 4, 5, 7, 8, 9 e 12)